# Катастрофа Ан-22 под Тулой
Катастрофа Ан-22 под Тулой — авиационная катастрофа военно-транспортного самолёта Ан-22А «Антей» российских ВВС, произошедшая во вторник 28 декабря 2010 года в Чернском районе Тульской области у границы с Орловской областью, при этом погибли 12 человек.

## Самолёт
Ан-22А «Антей» с регистрационным номером CCCP-09343 (заводской — 043482272, серийный — 06-05) был выпущен 31 октября 1974 года Ташкентским авиационным заводом, после чего передан Министерству обороны, а затем поступил в 81-й военно-транспортный авиационный полк (базировался сперва на аэродроме Северный близ Иванова, позже переведён на аэродром Мигалово близ Калинина (Твери), войсковая часть № 21350) советских ВВС (с 2001 года — 76-я отдельная гвардейская Ленинградская краснознамённая военно-транспортная эскадрилья российских ВВС). В 2005 году борт 09343 поставили на хранение в Мигалово, но в феврале 2010 года он прошёл капитальный ремонт, после которого вернулся к лётной работе.

## Экипаж
На борту находились основной и сменный экипажи, всего 12 человек:
- Командир экипажа — 40-летний военный лётчик 1 класса гвардии майор Белов Андрей Анатольевич
- Командир экипажа — 49-летний военный лётчик 1 класса гвардии майор Солдатов Сергей Петрович
- Помощник командира корабля — 27-летний гвардии капитан Сморчков Алексей Сергеевич
- Штурман корабля-инструктор — 33-летний штурман отряда гвардии капитан Силенок Роман Игоревич
- Штурман корабля — 26-летний гвардии старший лейтенант Слиньков Игорь Сергеевич
- Бортовой инженер — 38-летний гвардии капитан Харитонов Дмитрий Владимирович
- Бортовой инженер — 26-летний гвардии старший лейтенант Невидимов Сергей Сергеевич
- Бортовой инженер корабля по десантному оборудованию — 38-летний гвардии капитан Байтулов Марат Мержакипович
- Бортовой инженер корабля по десантному оборудованию — 25-летний гвардии старший лейтенант Карпухин Юрий Анатольевич
- Бортовой инженер корабля по авиационному оборудованию — 38-летний гвардии капитан Домашин Дмитрий Павлович
- Бортовой инженер корабля по авиационному оборудованию — 32-летний гвардии капитан Иванов Евгений Владимирович
- Старший воздушный радист — 38-летний начальник связи эскадрильи гвардии капитан Кондратюк Борис Анатольевич

## Катастрофа
Ранее борт RA-09343 выполнил специальный грузовой рейс с аэродрома Хотилово (Бологое, Тверская область) на аэродром Балтимор (Воронеж), в ходе которого перевёз учебную модель истребителя МиГ-31 для Военного авиационного инженерного университета с целью обучения курсантов. Далее «Антей» должен был вернуться на аэродром базирования — Мигалово (Тверь). В 20:53 (по другим источникам — 20:51) с 12 членами экипажа на борту и без пассажиров Ан-22 вылетел из Воронежа в Тверь. Полёт должен был проходить на эшелоне 7200 метров. Но в 21:33 борт 09343 вдруг исчез с экрана радиолокатора. Первая информация о возможной трагедии поступила в Чернский РОВД дежурному в 21:41 от главы Липицкого сельского поселения Горькова И.И. В результате организованных поисков ночью уже в среду 29 декабря в 02:36 в паре километров от нежилой деревни Красный Октябрь в Чернском районе Тульской области, и близ границы с Орловской областью, на территории Липицкого участкового лесничества главой фермерского хозяйства Кравцовым В.Б. были обнаружены обломки самолёта, примерное место падения самолета, а само место нашел Виктор Головешкин на своем тракторе.
«Антей» следовал на участке трассы «Тербуны — Малое Скуратово» со скоростью 373 км/ч и на фактической высоте 7167 метров, когда спустя 30 минут с момента вылета руль направления неожиданно резко (меньше, чем за пару секунд) отклонился в сторону. Тяжёлая машина начала быстро входить в левый крен, а затем перешла в скольжение. Экипаж попытался исправить ситуацию, отклонив штурвалы вправо примерно на 2/3 хода, а также нажимая на педали управления рулём направления, пытаясь вернуть его в нейтральное положение, причём для этого им пришлось преодолевать усилие в 100 килограмм. Но левый крен быстро рос со скоростью 10° в секунду, а также за три секунды появилась отрицательная перегрузка в 0,38 единиц. Самолёт начал терять высоту, поэтому лётчики потянули штурвалы «на себя», то есть пытаясь поднять нос, но позже вернули их в первоначальное положение. Из-за этих действий вертикальная перегрузка достигла 1,38 единиц. «Антей» вышел на закритический угол атаки, при том, что уже находился в глубоком скольжении, после чего перешёл в штопор. В процессе падения из-за высоких аэродинамических перегрузок начала разрушаться конструкция планера. В 21:23 под углом 75° самолёт врезался в лес и полностью разрушился. На месте падения образовалась воронка диаметром 22 метра при глубине 4 метра. Все 12 человек на борту погибли.

## Причины
Расследование катастрофы заняло около трёх месяцев, а 8 апреля 2011 года была названа основная причина катастрофы — отказ системы рулевого управления. Из-за нарушений в работе механизма автотриммирования произошло резкое отклонение руля направления на 11,6 — 14,3°, вследствие чего самолёт перешёл сперва в глубокий левый крен, после чего в скольжение, а затем начал снижаться по спирали. Лётчики попытались вывести «Антея» из снижения, но в результате только вывели его на закритические углы атаки, что привело ко входу в штопор. Сбой в работе механизма автотриммирования, возможно, был вызван разрушением кинематики привода датчика обратной связи либо разрушением крепления кронштейна датчика. Способствовало катастрофе то обстоятельство, что лётный экипаж самолета 09343 не сообщал своевременно должностным лицам авиационной части, что на этом самом самолёте за последний месяц уже были два случая, когда во время полёта происходило нарушение в работе системы управления рулём направления: 11 декабря, при следовании из Твери в Краснодар, а также 13 декабря, при следовании из Краснодара в Карши (Узбекистан). Кроме того, в «Инструкции экипажу самолёта Ан-22» в разделе «Особые случаи в полёте» не было нужной и достаточной информации, как определить отказ электромеханизмов триммерного эффекта и какие действия надо предпринимать при его возникновении.

## Последствия
На период расследования полёты всех Ан-22 были приостановлены. Также приостановили и полёты стратегических бомбардировщиков Ту-95, которые оборудованы аналогичными двигателями (турбовинтовые НК-12).
21 января 2011 года на месте катастрофы был насыпан холм и установлен памятный крест. 4 февраля 8 из 12 членов экипажа были похоронены на Дмитрово-Черкасском кладбище, что около Твери. Остальных 4 членов экипажа похоронили в Балашове (вероятно, помощник командира корабля Сморчков), Иркутске (бортовой инженер Невидимов), Краснодаре (вероятно, бортовой инженер Карпухин) и Оренбурге (командир экипажа Солдатов). В ходе расследования было установлено, что лётчики, понимая, что погибнут, сумели отвернуть падающий Ан-22 в сторону от расположенных под ними деревень и направили его на лесной массив, тем самым избежав гибели людей на земле. Тогда в 2012 году указом Президента Российской Федерации все 12 членов экипажа были посмертно награждены «Орденами Мужества». 15 июня 2012 года в Твери начальник штаба, первый заместитель командующего военно-транспортной авиацией, генерал-майор Владимир Бенедиктов вручил награды родственникам погибших.